# جواو باربوسا
جواو باربوسا (بالبرتغالية: João Barbosa‏) هو مهندس برتغالي، ولد في 11 مارس 1975 في بورتو في البرتغال.

## وصلات خارجية
- جواو باربوسا على موقع Racing-Reference.info (الإنجليزية)
- جواو باربوسا على موقع DriverDB.com (الإنجليزية)